# Sarcophaga superba
Sarcophaga superba är en tvåvingeart som först beskrevs av Townsend 1933.  Sarcophaga superba ingår i släktet Sarcophaga och familjen köttflugor. Inga underarter finns listade i Catalogue of Life.